# 閔瑗植
閔 瑗植（ミン・ウォンシク、민원식、1898年6月 - ?）は、日本統治時代の朝鮮の独立運動家、起業家でもあった、大韓民国の言論人で、本貫は驪興（驪興閔氏）。
閔泳煥の6番目の叔父にあたる閔ヨンチョル（민영철）の3男として生まれた。
日本統治時代に入る前、数え年9歳の時に家族で朝鮮を離れ、ロシア帝国の支配下にあった威海衛租借地を経て上海へ移り、その後、上海から帰国するフランス人司祭に従ってフランスに留学して、1918年にフランスで尋常中学校高等科を卒業し、トゥールーズ大学に入学したとされ、朝鮮人として初めてフランスの大学に入学した人物とされる。
1919年に金奎植がパリ講和会議への参加を試みて渡仏し、大韓民国臨時政府外務総長・欧米外交委員会代表として活動した際には、通訳として補佐にあたったとされる。
その後は、従兄の閔熙植（민희식、後の大韓民国交通部初代長官）に従ってアメリカ合衆国に渡り。1921年にコロラド州で高等学校を卒業したとされるが、これについては「커타랜드」（不詳）で金鉱について学んだとする説もあり、（この時点では渡米しておらず）同年にトゥールーズ大学を卒業したとする説もある。
1922年にいったん朝鮮に戻って京城府西大門町のデビソン商会に勤務した後、再度渡米して閔熙植が在籍していたネバダ大学に入学し、1928年に卒業し、シカゴ大学大学院へ進んだが、程なくして退学した。
1929年6月に、朝鮮に戻り、7月に朝鮮総督府鉄道局雇員庶務課勤務となり、11月には鉄道従事員養成所教諭となったが、この職は1932年より前に離れている。
その後、東亜交通公社の京城支社顧問を務め、大韓民国臨時政府である金奎植の補佐もした。西洋画家である尹時善と結婚した。
1945年9月6日には、白南鎭（백남진）、南廷麟（남정인）などとともに英字新聞『Seoul Times（ソウル・タイムズ）』（後の『Seoul Daily News（ソウル・デイリー・ニュース）』）を創刊した。11月30日には、連合通信（합동통신）を設立してAP通信と契約し、同社は12月20日に国際通信（국제통신）と合併して合同通信となった。
1946年12月には、東亜交通公社職員が作った朝鮮旅行社（조선여행사）の社長に推された。 1950年の朝鮮戦争中に、妻の尹時善と共にソウルにいたところを拉致された。